# Associazione Sportiva Cosenza 1973-1974
Questa voce raccoglie le informazioni riguardanti l'Associazione Sportiva Cosenza nelle competizioni ufficiali della stagione 1973-1974.

## Rosa
| N. |                   | Ruolo | Calciatore         |
| -- | ----------------- | ----- | ------------------ |
|    | Italia (bandiera) | D     | Claudio Barbetta   |
|    | Italia (bandiera) | A     | Angiolino Bavino   |
|    | Italia (bandiera) | D     | Libero Bompani     |
|    | Italia (bandiera) | C     | Luigi Brusco       |
|    | Italia (bandiera) |       | Clapis             |
|    | Italia (bandiera) | C     | Giuliano Cocconi   |
|    | Italia (bandiera) | D     | Sergio Codognato   |
|    | Italia (bandiera) | P     | Renzo Evangelista  |
|    | Italia (bandiera) | A     | Salvatore Frisenda |
|    | Italia (bandiera) | C     | Ezio Galasso       |
|    | Italia (bandiera) | P     | Paolo Giusti       |
|    | Italia (bandiera) | D     | Eros Gobbi         |
|    | Italia (bandiera) | D     | Fernando Iazzolino |

| N. |                   | Ruolo | Calciatore            |
| -- | ----------------- | ----- | --------------------- |
|    | Italia (bandiera) | A     | Claudio Ingrassia     |
|    | Italia (bandiera) |       | Lualdi                |
|    | Italia (bandiera) | C     | Franco Manfroni       |
|    | Italia (bandiera) | C     | Salvatore Mendicino   |
|    | Italia (bandiera) | C     | Giancarlo Pasqualotto |
|    | Italia (bandiera) | C     | Aldo Pasquino         |
|    | Italia (bandiera) | D     | Franco Pavoni         |
|    | Italia (bandiera) | A     | Primo Rigoni          |
|    | Italia (bandiera) | C     | Gaetano Todaro        |
|    | Italia (bandiera) | C     | Paolo Vegni           |
|    | Italia (bandiera) | A     | Antonio Viafora       |
|    | Italia (bandiera) | A     | Guido Vivarelli       |
|    | Italia (bandiera) | P     | Adamo Zumpagno        |